# Ar 96
Az Ar 96 egymotoros, alsószárnyas könnyű kiképző repülőgép volt, melyet a német Arado Flugzeugwerke fejlesztett ki és gyártott a második világháború idején a Luftwaffe számára. Korának egy fejlett kiképző repülőgépe volt, alkalmassá tették éjszakai és műszeres repülések gyakorlására is, de futárszolgálatok ellátására is használták.

## Története
A típust Walter Blume tervezte meg az RLM 1936-os tenderkiírására. A prototípust egy 179 kW-os (240 LE-s) Argus As 10c motor hajtotta, először 1938-ban szállt fel. Az elősorozatot Ar 96A jelzéssel 1939-ben gyártották le. Ez egy fősorozat követte Ar 96B típusjelzéssel, Argus As 410 motorral hajtva.
Csehszlovákiában a háborút követően a Letov és az Avia gyárak is gyártották C–2 jelzéssel. Egy favázas változatot Franciaországban is gyártottak Ar 396 jelzéssel és SIPA SS.11 jelzéssel. Későbbi felfegyverzett változata a SIPA 111 lett, fémanyagú változata pedig a SIPA S-12. 58 darab lett legyártva 1958-ig. Az S.11 több esetben bevetésre került Algériában, géppuskákkal, rakétákkal és kis tömegű bombákkal felszerelve.
Még német üzemeltetése idején legendássá vált az az eset, amikor 1945. április 28-án Hanna Reitsch Robert Ritter von Greim vezérezredessel (Generaloberst) a fedélzetén kirepült az ostromlott Berlinből, az állatkertből felszállva.

## Típusváltozatai
Ar 96A
Ar 96B
Ar 96B–1
Ar 96B–2
Ar 96C
Ar 296
Ar 396A–1
Ar 396A–2
SIPA S.10
SIPA S.11
SIPA S.12
SIPA S.121
Avia C–2BCsehszlovák gyártású Ar 96B változat. Összesen 228 darabot készített az Avia és 182 darabot a Letov 1945 és 1958 között.

## Gyártás
| Típusváltozat | Arado | AGO | Avia | Letov | Összesen | Gyártási időszak                                        |
| ------------- | ----- | --- | ---- | ----- | -------- | ------------------------------------------------------- |
| prototípusok  | 4     |     |      |       | 4        | 1937–1938                                               |
| A–0           | 6     |     |      |       | 6        | 3 lett leszállítva 1939. április 1-jén; W.Nr. 2879–2884 |
| A             | 23    | 69  |      |       | 92       | 1939 közepe–1940 májusa                                 |
| B–0           | 2     |     |      |       | 2        | 1940                                                    |
| B–1           | 144   | 223 | 997  | 17    | 1381     | 1940. július–1944. április                              |
| B–3           |       |     | 210  |       | 210      | 1941–1943                                               |
| B–6           |       |     | 100  |       | 100      | 1943. július–1944. január                               |
| B–7           |       |     | 518  | 378   | 896      | 1944. május–1945. március                               |
| B–7/8         |       |     |      | 81    | 81       | 1944. december–1945. március                            |
| B–8           |       |     |      | 74    | 74       | 1944. június–1945. január                               |
| eladásra      | 45    |     |      |       | 45       | 1939–1940                                               |
| Összesen      | 224   | 292 | 1825 | 550   | 2891     |                                                         |

## Üzemeltetők

### Csehszlovák Légierő
- A Csehszlovák Légierő és a Csehszlovák Nemzeti Biztonsági Gárda

## Fennmaradt és kiállított példányok
- Ar 96B–1  Német Műszaki Múzeum (Deutsches Technikmuseum), Berlin, Németország
- Ar 96B–1  Repülési Múzeum (Flyhistorisk Museum), Sola, Norvégia

## Fordítás
- Ez a szócikk részben vagy egészben  az   Arado Ar 96 című angol Wikipédia-szócikk ezen változatának fordításán alapul.  Az eredeti cikk szerkesztőit annak laptörténete sorolja fel. Ez a jelzés csupán a megfogalmazás eredetét és a szerzői jogokat jelzi, nem szolgál a cikkben szereplő információk forrásmegjelöléseként.